# Lesachtal
Lesachtal es una localidad del distrito de Hermagor, en el estado de Carintia, Austria, con una población estimada a principio del año 2018 de 1318 habitantes. 
Se encuentra ubicada al suroeste del estado, cerca de la frontera con Italia.